# 湄江水库
湄江水库是中国贵州省遵义市湄潭县境内的一座水库，位于乌江水系湄江上，建于1962年。水库正常库容为1100万立方米，集雨面积为159平方千米，海拔为834.15米。